# Кмит, Денис Алексеевич
Денис Алексеевич Кмит (25 декабря 1959, Москва — 21 июля 2019, там же) — советский и российский киноактёр.

## Биография
Мать — известная фотокорреспондентка Галина Кмит. Официальный отец — популярный актёр Леонид Кмит, настоящее имя которого Алексей, усыновивший Дениса (поэтому официальное отчество Дениса — Алексеевич). Биологический отец — знаменитый актёр Николай Гриценко. Но они не были знакомы.
Дебютировал в кино в возрасте около шести лет (цыганёнок в фильме Евгения Матвеева «Цыган»).
В 1981 году окончил Школу-студию МХАТ имени М. Горького (педагог В. П. Марков).
- Галина Кмит рассказывает: «Когда мы с Лёней расстались, он всё равно продолжал интересоваться моей личной жизнью, приходил ко мне в дом. После рождения Дениса Кмит нянчился с ним, как с собственным сыном, — приносил молоко, менял пелёнки… Однажды ко мне пришла патронажная сестра. Я стала ей жаловаться, что у ребёнка нет отца, усыновлять его никто не собирается. Кмит подслушал наш разговор, забрал свидетельство о рождении, отправился в загс и записал мальчика на своё имя[3]».

Сразу после окончания вуза, Кмиту поступило предложение о съёмках в ленте Леонида Гайдая «Спортлото-82», где он получил роль Павла — жениха главной героини, которую играла Светлана Аманова.
Вскоре после съёмок фильма «Спортлото-82» Денис Кмит пошёл на службу в армию и там получил травму позвоночника.
Во время тренировки, спускаясь со второго этажа на ремнях, артист не удержался, неудачно упал и повредил позвоночник. Эта травма навсегда приковала Дениса к инвалидному креслу.
Впоследствии занимался изобразительным искусством, поэтическим творчеством, писал сценарии и пробовал свои силы в качестве телеведущего.
В 1992 году вернулся на экран — снялся в фильме Сергея Гурзо «Ка-ка-ду», сыграв главного героя на инвалидной коляске. По ряду сведений, роль была специально написана для Кмита.

Главная роль была отдана Денису Кмиту, история жизни которого имеет много общего с историей персонажа, которого он играет. Тяжело раненный десять лет назад, Кмит нашёл в себе силы вернуться в кино.
Оригинальный текст (англ.)The main role has been given to Denis KMIT, whose life-story has much in common with that of the character he plays. Severely injured ten years ego, Kmit found the strength to return to the movies.
— журнал «Cine-eye», 1993

Казалось, всё в их жизни складывалось как надо: Денис окончил школу-студию МХАТа, сыграл в фильме Леонида Гайдая. И вдруг… травма позвоночника, инвалидное кресло-коляска. И всё-таки они выстояли, не сломались. «Профессиональный актёр на инвалидной коляске?! — воскликнул после просмотра фильма потрясённый американский журналист. — Такого не делал ещё никто!» А Денис сделал.— журнал «Журналист» 1994

Главный герой — его играет Д. Кмит — инвалид, прикованный к креслу, но при этом — человек умный, талантливый и честолюбивый. Бизнес для него — своеобразная форма компенсации и способ самоутверждения, при этом успешно — большое дело, большие деньги, рестораны, курорты, красавица жена. <…> Герой наш и есть Какаду — попугай, посаженный в клетку, узник своих амбиций, мафиозных законов, жертва предательства со стороны самых близких людей. Он рвётся в старый советский мир, как на волю, несмотря на то, что его новый мир, эта его золотая клетка, демонстрируется в картине весьма подробно и с плохо скрываемым восхищением. Так что противоречие между старыми ценностями и жаждой красивой жизни, сделавшейся веянием новых времен, торчит в этой картине, как кость в горле, не находя даже эстетического примирения.— Искусство кино, 1994
В 1999 году он снова сыграл инвалида, на этот раз в боевике «Поворот ключа». По сюжету, мужчина занимал сторону положительных героев и наравне с другими воевал с бандитами.
После пятидесяти у актёра обострилось заболевание почек, он несколько дней провёл в реанимации.
Но по-настоящему подкосила актёра внезапная смерть матери. Она скончалась в апреле 2019 года в возрасте 97 лет. Сын пережил мать всего на несколько месяцев.
Скончался на 60-м году жизни 21 июля 2019 года в Москве после продолжительной борьбы с тяжёлой болезнью. Похоронен на Троекуровском кладбище (17 участок).

## Личная жизнь
Из-за полученной в армии травмы Денису не удалось построить личную жизнь. В одном из интервью его мать Галина Кмит с сожалением вспоминала, что слишком сильно опекала сына, что, вероятно, и мешало ему в построении отношений с противоположным полом.
У него не было жены, но была дочь, о существовании которой он узнал, когда та уже выросла. С её матерью актёр познакомился в Крыму ещё до травмы, но этот роман быстро закончился, и девушка предпочла не сообщать ему о наступившей беременности.
Узнав эту новость, Денис не стал разыскивать дочь, поскольку посчитал, что они друг другу чужие люди.

## Фильмография
- 1967 — «Цыган», режиссёр Евгений Матвеев
- 1982 — «Спортлото-82», — Павел, жених Татьяны; режиссёр Леонид Гайдай
- 1992 — «Ка-ка-ду», режиссёр Сергей Гурзо-младший
- 1999 — «Поворот ключа», режиссёр Иван Щёголев